# Gottfried Wagner
Gottfried Wagner (* 13. dubna 1947) je multimediální režisér a publicista.
Je pravnukem německého skladatele Richarda Wagnera a je označován za černou ovci rodiny Wagnerů. Jako jediný z rodiny se totiž distancoval od sympatií svých předků k nacionálnímu socialismu. Svůj příběh a historii rodiny sepsal mimo jiné v knize Kdo nevyje s Vlkem (Wer nicht mit dem Wolf heult). Slovní hříčka názvu je narážkou na Adolfa Hitlera, kterého Gottfriedova babička Winifred Wagnerová láskyplně nazývala Wolfem. Tato kniha ilustrující kritickou historii Bayreuthských hudebních slavností byla přeložena do mnoha jazyků. Fenoménu Wagnerů se pak věnuje v dalších knihách.
Když Gottfried Wagner zjistil spojitost svých předků s antisemitismem a nacionálním socialismem, vzdal se slibné kariéry v operním světě a našel nové poslání: jako potomek pachatelů[zdroj?] hledá dialog s potomky obětí nacistické ideologie. „Mým kompasem je Osvětim,“ říká Gottfried Wagner.

## Biografie
Gottried Helferich Wagner se narodil krátce po druhé světové válce 13. dubna 1947 v centru německého hudebního dění, především pak wagnerovského dění, v Bayreuthu. Své jméno mu nedal jeho otec Wolfgang Wagner náhodou. Gottfried se jmenuje Elsin bratr, vévoda brabantský v opeře Lohengrin slavného skladatele a Gottfriedova praděda Richarda Wagnera, a Gottfried se třetím jménem jmenoval i Gottfriedův strýc Wieland Wagner. Helferich bylo prostředním křestním jménem jeho dědy Siegfrieda Richarda Wagnera. Richard Wagner si toto jméno pro svého jediného syna vymyslel. Tento poněkud složitý řetězec jmen ovšem jen ilustruje způsob pojmenování v rodině Wagnerů.